# گورستان کرونی
قبرستان کرونی مربوط به اواخر دوره قاجار - اوایل دوره پهلوی است و در شهرستان شیراز، بخش مرکزی، دهستان قره باغ، داخل روستای کرونی واقع شده و این اثر در تاریخ ۳۰ بهمن ۱۳۸۶ با شمارهٔ ثبت ۲۰۸۴۰ به‌عنوان یکی از آثار ملی ایران به ثبت رسیده است.